# موريس إنجلش
موريس إنجلش (بالإنجليزية: Maurice English)‏ هو شاعر أمريكي، ولد في 21 أكتوبر 1909، وتوفي في 18 نوفمبر 1983.